# (2784) Domeyko
(2784) Domeyko est un astéroïde de la ceinture principale.
Il a été ainsi baptisé en hommage à Ignacy Domeyko (1802-1889), minéralogiste et géologue polonais.